# Systata silvicola
Systata silvicola är en tvåvingeart som beskrevs av Rivosecchi 1993. Systata silvicola ingår i släktet Systata och familjen fläckflugor.
Artens utbredningsområde är Italien. Inga underarter finns listade i Catalogue of Life.